# Evelyn Goshawk
Evelyn Goshawk (* 18. März 1916 in Winnipeg; † 25. Oktober 1994 in Burnaby) war eine kanadische Weitspringerin.
Bei den British Empire Games gewann sie 1934 in London Silber und wurde 1938 in Sydney Vierte.
Ihre persönliche Bestweite von 5,44 m stellte sie am 2. Juli 1936 in Winnipeg auf.